# Theo Heimes
Theo Heimes (* 6. November 1923 in Milchenbach; † 10. März 2008) war ein deutscher Bauunternehmer, Politiker und Landtagsabgeordneter (SPD) in Nordrhein-Westfalen.

## Leben und Beruf
Nach dem Besuch der Volksschule absolvierte er eine Maurerlehre und legte später in diesem Beruf auch die Meisterprüfung ab. Nach dem Kriegsdienst, den er, am 15. April 1942 eingezogen, bei den Pionieren verbrachte (er kehrte aus Russland ausgezeichnet mit einem Eisernen Kreuz II. Klasse und einem Verwundetenabzeichen als Gefreiter zurück), war er als Maurer, Polier und selbstständiger Bauunternehmer tätig.
1952 wurde Heimes Mitglied der SPD und war in zahlreichen Parteigremien vertreten.

## Abgeordneter
Vom 28. Mai 1975 bis zum 29. Mai 1985 und vom 22. Januar 1988 bis zum 30. Mai 1990 war Heimes Mitglied des Landtags des Landes Nordrhein-Westfalen. Er wurde jeweils über die Landesliste seiner Partei gewählt. In der zehnten Wahlperiode rückte er über die Liste nach.
Von 1952 bis 1969 war er Ratsmitglied der Gemeinde Saalhausen. Ab 1969 bis 1978 und ab 1984 war er Mitglied im Stadtrat der Stadt Lennestadt (Saalhausen). Er setzte sich in dieser Zeit für die Anerkennung Saalhausens als Luftkurort ein. Dem Kreistag des Kreises Olpe gehörte er von 1962 bis 1984 an.